# Drei Sonntage in einer Woche
Drei Sonntage in einer Woche (englischer Originaltitel Three Sundays in a Week) ist eine Kurzgeschichte von Edgar Allan Poe. Sie wurde von ihm erstmals 1841 in der Saturday Evening Post veröffentlicht. Sie regte Jules Verne zu seinem Roman Reise um die Erde in 80 Tagen an.

## Inhalt
Der Ich-Erzähler Robert wächst verwaist in England bei seinem Großonkel Rumgudgeon auf, einem mürrischen und grausamen Sonderling von nicht unerheblichem Reichtum. Sein größter Schatz freilich ist seine Tochter Kate. Sie ist erst 15 Jahre alt, zeichnet sich durch "ingenuity" (Gewitztheit) aus, und der 21-jährige Robert möchte sie und sie möchte ihn heiraten. Dafür benötigt er die Einwilligung des schrulligen und ihm nicht wohlgesinnten Alten. Robert fasst sich ein Herz und bittet ihn darum. Rumgudgeon, der sich seit neuestem mit Physik beschäftigt, sagt Robert, er dürfe Kate heiraten (und ihre Mitgift kassieren), sobald drei Sonntage in eine Woche fielen, d. h., er verschiebt die Hochzeit scheinbar auf den St. Nimmerleinstag. Nun hat Kate, wie der Zufall es will, zwei Bekannte, die Kapitäne Pratt und Smitherton, die gerade beide von einer einjährigen Erdumseglung zurückgekehrt sind. Pratt fuhr um Kap Hoorn nach Westen (also der Sonne nach), Smitherton ums Kap der guten Hoffnung nach Osten (also der Sonne entgegen). Als Robert die beiden Männer für den nächsten Tag auf eine Runde Whist einlädt, stellt sich heraus, dass Pratt (der einen Tag verloren hat), glaubt, tags darauf sei Sonntag, während für Robert, Kate und Rumgudgeon der Tag des Gesprächs Sonntag ist, und für Kapitän Smitherton ist Sonntag schon vergangen (er hat einen Tag gewonnen). Alle drei haben recht – der St. Nimmerleinstag ist eingetreten, drei Sonntage fielen in eine Woche – und Robert kann seine Kate (samt Mitgift) heimführen.

## Autobiografische Bezüge
In der Verachtung des Großonkels für die Belletristik und des ihr zuneigenden Großneffen spiegelt sich die Ablehnung, die Poe mit seinen schriftstellerischen Interessen durch seinen Ziehvater John Allan erfuhr. Wie die Tochter eines Großonkels sechs Jahre jünger sein kann als dessen Großneffe, bleibt unklar. Freilich war Virginia Clemm, als Poe sie heiratete, 13 Jahre alt, er aber war bereits 30, und Virginia war die Tochter seiner Tante, nicht einer Großtante. Die Konstellation, dass dem Helden ein verhasster alter Mann gegenübersteht, taucht auch in William Wilson und in Das verräterische Herz auf. Die Verknüpfung des Kleinen (Heiratserlaubnis) mit dem Großen (Erddrehung) weist auf Poes zunehmende kosmologische Interessen voraus, die in seinem Werk Heureka zum Abschluss kommen.

## Literarische Anspielungen
- Casimir Pierre Périer: À quoi un poète est-il bon? (Wozu ist ein Dichter gut?)
- Poeta nascitur, non fit (Zum Dichter wird man geboren, nicht gemacht), lat. Redensart, Autor unbekannt
- Doctor Double L. Dee: Wahrscheinlich der Autor eines von Poe benutzen Physikbuchs namens Louis Lardner
- He thought, with Horsley, that “the people have nothing to do with the laws but to obey them.” Samuel Horsley, (1733–1806), englischer Theologe[1]
- until five immeasurable summers had “dragged their slow length along,” Anspielung auf die Anfangszeilen von William Wordsworth' Gedicht "Lines Composed a few Miles above Tintern Abbey": "Five years have passed; five summers, with the length/Of five long winters!"
- assurément ce n’était pas sa foible/faible (Das war sicherlich nicht seine schwache Seite), von Poe als Zitat ausgegeben, Autor nicht ermittelt, faible als Nomen ist im übrigen maskulinum.
- Marie-Antoine Carême war ein berühmter französischer Koch, Louis Eustache Ude[2] schrieb ein Kochbuch, das bis heute wieder aufgelegt wird.

## Deutsche Ausgaben (Auswahl)
- 1861: ungekannter Übersetzer: Drei Sonntage in einer Woche. J. Scheible, Stuttgart
- 1901: Hedda Moeller: Drei Sonntage in einer Woche. J.C.C. Bruns, Minden
- 1922: A. von Bosse: Drei Sonntage in einer Woche. Rösl & Cie., München
- 1922: Wolf Durian: Drei Sonntage in einer Woche. Propyläen, München
- 1966: Hans Wollschläger: Drei Sonntage in einer Woche. Walter Verlag, Freiburg i. Br.
- 1989: Heide Steiner: Drei Sonntage in einer Woche. Insel-Verlag, Leipzig, ISBN 3735101151